# ماتي فوك
ماتي فوك هو لاعب كرة قدم كرواتي في مركز الوسط، ولد في 10 يونيو 2000 في تشاكوفيتش في كرواتيا. لعب مع إنتر زابرشيتش ونادي رييكا.

## وصلات خارجية
- ماتي فوك على موقع الاتحاد الأوربي (الإنجليزية)
- ماتي فوك على موقع اتحاد كرواتيا (الكرواتية)
- ماتي فوك على موقع قاعدة بيانات كرة القدم.إي يو (الإنجليزية)
- ماتي فوك على موقع بيانات كرة القدم. دي إي (الألمانية)
- ماتي فوك على موقع Soccerbase.com (لاعب) (الإنجليزية)
- ماتي فوك على موقع Soccerway.com (الإنجليزية)
- ماتي فوك على موقع عالم كرة القدم.نت (الإنجليزية)